# Église anglicane Saint-Paul d'Hyères
L’église anglicane d’Hyères est une ancienne église catholique anglicane de type néogothique, située dans la commune d’Hyères.
Il existe également une autre ancienne église anglicane (en ruine), All Saints Church, construite à Costebelle vers 1897.

## Histoire
Une premiere chapelle anglicane est construite en 1853 avenue des Îles d'Or, remplacée par une deuxième en 1867 desservie par Wiliam Brookes, chapelain anglican des Anglais hivernant à Hyères. Puis il demande à Godillot de faire construire une église plus grande où les Anglais pourraient se réunir pour le culte. Alexis Godillot offre un terrain de 80 000 francs dans le quartier qu'il est en train d'aménager pour la réalisation de l’église et demande à Pierre Chapoulart, de réaliser les plans l’église, consacrée en 1884 par l'évêque anglican de Gibraltar. L'église Saint Paul's est utilisée par la communauté anglaise jusqu'en 1953 qui la prêtait depuis 1936 aux protestants réformés. Elle est rachetée par la municipalité en 1953 pour 350 000 francs.
Aujourd'hui c'est un lieu culturel, ouvert lors des Journées du Patrimoine ou pour des concerts.

## Architecture
Chapoulart, qui est l’auteur des plans, respecte leur conformité à ceux des églises protestantes anglaises.
L'élévation de l'église utilise des moellons polygonaux en calcaire blanc avec des joints en reliefs peints. Les parties en pierre de taille et les éléments décoratifs sont en calcaire jaune, qui est plus facile à sculpter.